# BRA航空
BRA航空（ブラこうくう、BRA Transportes Aéreos）は、ブラジルにかつて存在した航空会社。2007年11月7日に経営難から全便の運航を停止した。社名のBRAはBrasil Rodo Aéreo（ブラジル航空）の略語であり、ブラジルではポルトガル語のアルファベット読みにより「ベーエヒアー」と呼ぶ。

## 概要

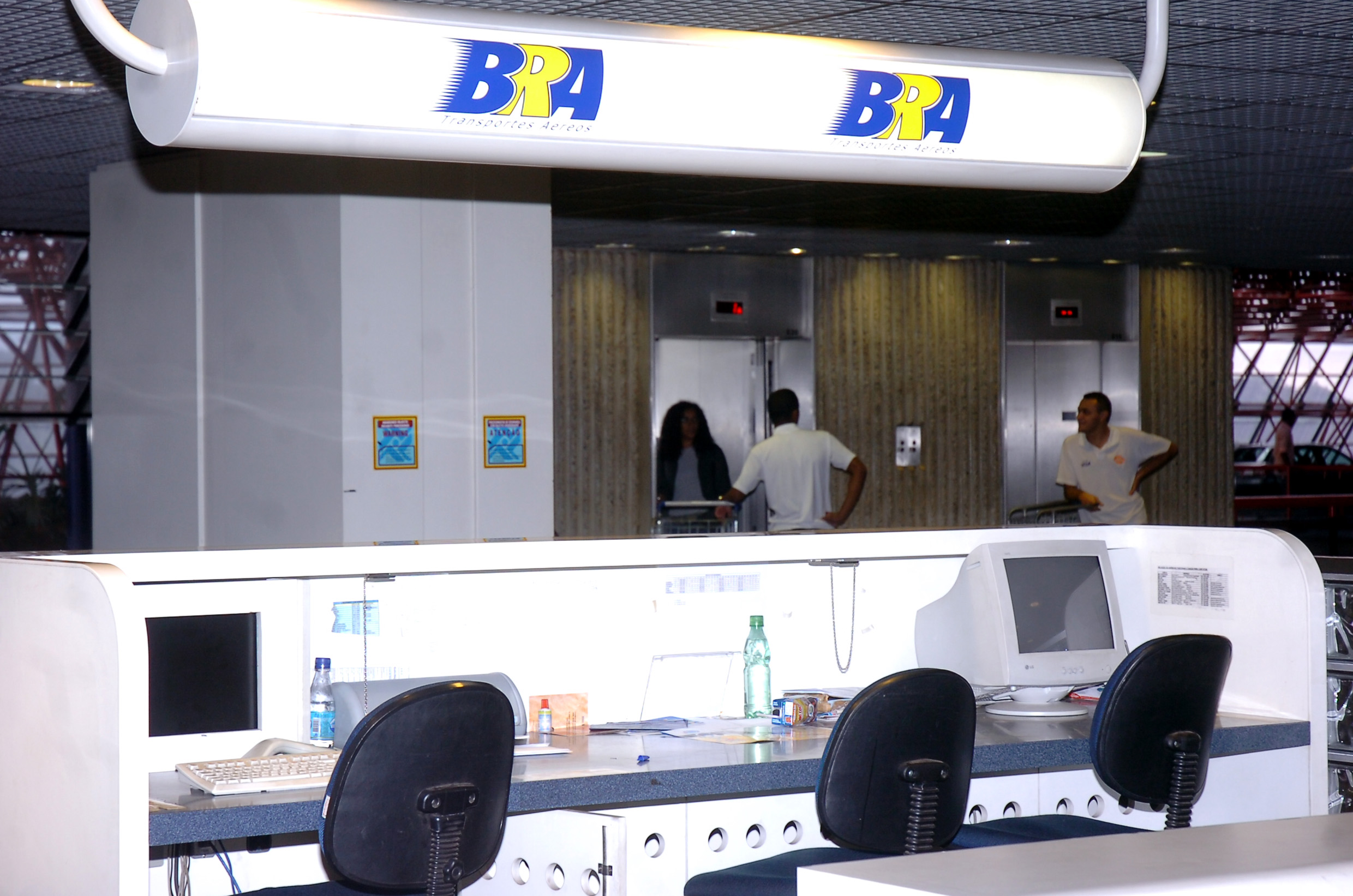
ブラジリア国際空港にあった同社のチケットカウンター

1999年にブラジル最大の都市であるサンパウロをベースに設立された航空会社で、一時はゴル航空とTAM航空に次ぐ第3位の規模を持ち、国内線を格安航空会社として運航していた他、国際線や国際チャーター路線を運航していた。

## 運航機材
ボーイング767型機とボーイング737型機を運航した他、エンブラエルEMB-195型機を発注していた。
- 767-300ER
- 767-200ER
- 737-400
- 737-300

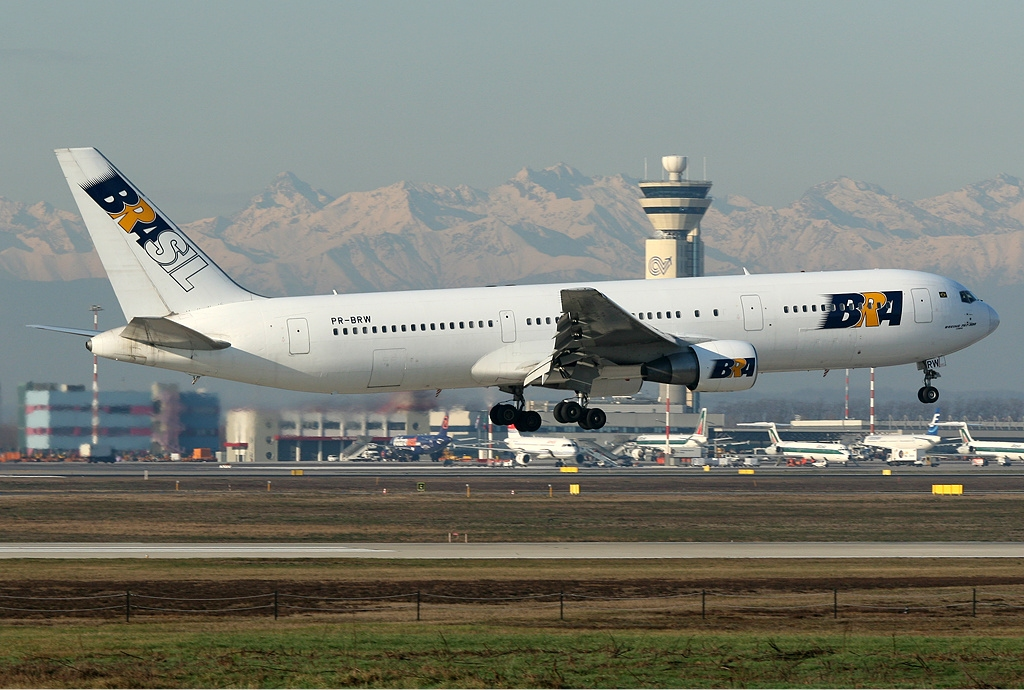
ボーイング767-300ER
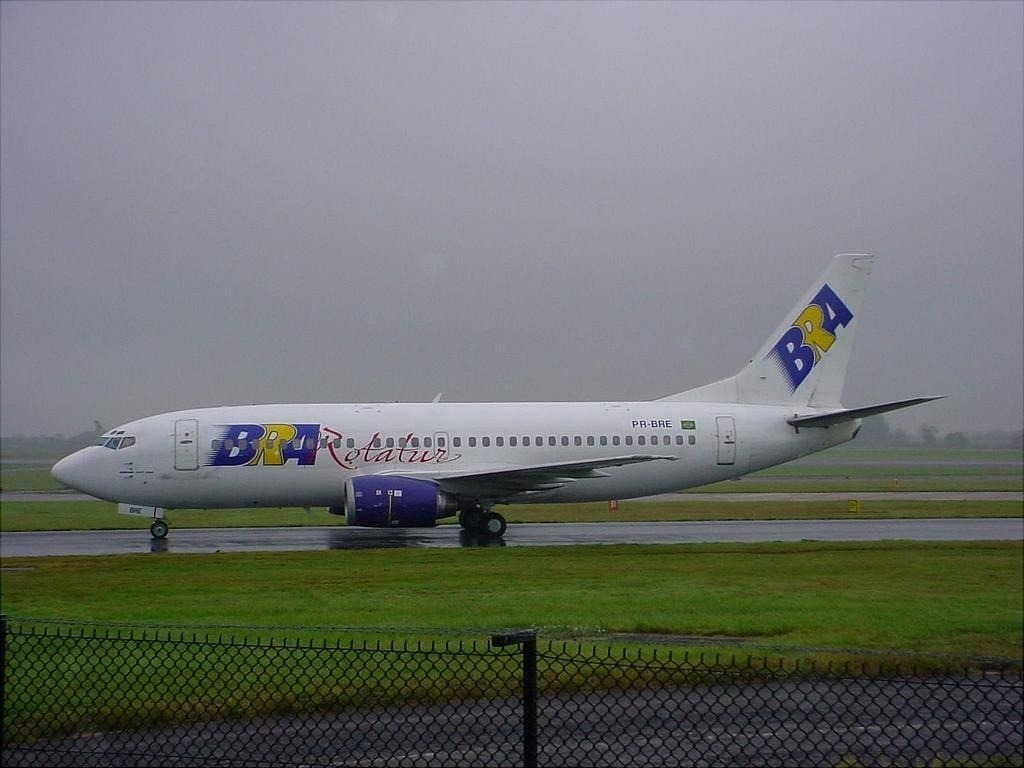
ボーイング737-3K9

## 主な就航地

### 国内
- サンパウロ（コンゴニアス国際空港、グアルーリョス国際空港）
- リオ・デ・ジャネイロ（アントニオ・カルロス・ジョビン国際空港）
- クリチバ
- ベロオリゾンテ
- レシフェ
- ポルトアレグレ
- ブラジリア
- マナウス
- サルバドール
- フォルタレーザ

### 国際線
- リスボン
- マドリード
- ミラノ